# ʿImad Mustafa Trabelsi
ʿImad Mustafa Trabelsi, noto anche come Emad Trabelsi (in arabo عماد مصطفى الطرابلسي‎?; ...), è un politico libico, Ministro dell'interno ad interim nel governo di unità nazionale di Abdul Hamid Mohammed Dbeibeh dal 6 novembre 2022.

## Biografia
Nel 2018 viene menzionato in un rapporto sulle violazioni dei diritti umani stilato dal Dipartimento di Stato degli Stati Uniti d'America come capo di una milizia definita "Forza per le operazioni speciali di Zintan" o più semplicemente milizia di Zintan; secondo il rapporto Trabelsi avrebbe imposto un tariffario di 5000 dinari libici per ogni autocisterna transitante presso i suoi posti di blocco nella Tripolitania nord-occidentale, contribuendo al contrabbando di idrocarburi verso la Tunisia.
È stato nominato il 6 novembre 2022 Ministro dell'interno della Libia ad interim dal Primo ministro Abdul Hamid Mohammed Dbeibeh, dopo aver servito come sottosegretario presso lo stesso dicastero. La sua nomina è stata contestata da Ahmed Hamza, presidente dell'organizzazione Commissione nazionale per i diritti umani in Libia (NCHRL), che ha definito Trabelsi come "uno dei peggiori violatori dei diritti umani e del diritto umanitario internazionale in Libia".
Il 3 marzo 2024 è stato arrestato presso l'aeroporto di Parigi Charle de Gaulle per il trasporto di un'ingente quantità di denaro (circa 500000 euro), venendo rilasciato poche ore dopo.